# Duripelta townsendi
Duripelta townsendi är en spindelart som beskrevs av Forster och Norman I. Platnick 1985. Duripelta townsendi ingår i släktet Duripelta och familjen Orsolobidae. Inga underarter finns listade i Catalogue of Life.